# گوش‌کن (ترانه بیانسه)
«گوش‌کن» (به انگلیسی: Listen) تک‌آهنگی از هنرمند اهل ایالات متحده آمریکا بیانسه است که در سال ۲۰۰۷ میلادی منتشر شد.
این تک‌آهنگ در چارت‌های ایتالیا جزو ده ترانه اول قرار گرفت.